# Falsonoeme cyrus
Falsonoeme cyrus là một loài bọ cánh cứng trong họ Cerambycidae.